# Caracterització de l'enllaç d'oblia

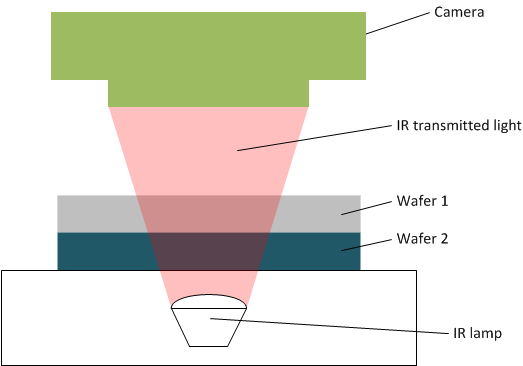
Configuració esquemàtica de la microscòpia de transmissió d'infrarojos.

La caracterització de l'enllaç d'oblia es basa en diferents mètodes i proves. Es considera una gran importància l'obtenció de les oblies unides sense defectes. Aquests defectes poden ser causats per la formació de buits a la interfície a causa de desnivells o impureses. La connexió d'enllaç es caracteritza per al desenvolupament de l'enllaç d'oblies o l'avaluació de la qualitat de les oblies i sensors fabricats.
Els enllaços d'oblies es caracteritzen habitualment per tres paràmetres d'encapsulació importants: força d'enllaç, hermeticitat de l'encapsulació i estrès induït per unió.
La força d'unió es pot avaluar mitjançant proves de doble feix voladís o chevron, respectivament, de micro-chevron. Altres proves de tracció, així com proves d'explosió, de cisalla directa o proves de flexió permeten determinar la força d'unió. L'hermeticitat de l'envàs es caracteritza mitjançant proves de membrana, He-leak, ressonadors/pressió.
Tres possibilitats addicionals per avaluar la connexió d'enllaç són mesures i instrumentació òptica, electrònica i acústica. Al principi, les tècniques de mesura òptica fan servir un microscopi òptic, microscòpia de transmissió IR i inspecció visual. En segon lloc, la mesura electrònica s'aplica habitualment mitjançant un microscopi electrònic, per exemple, microscòpia electrònica d'escaneig (SEM), microscòpia electrònica de transmissió d'alta tensió (HVTEM) i microscòpia electrònica d'escaneig d'alta resolució (HRSEM). I, finalment, els enfocaments típics de mesura acústica són el microscopi acústic d'escaneig (SAM), el microscopi acústic làser d'escaneig (SLAM) i el microscopi acústic d'exploració en mode C (C-SAM).

## Microscòpia de transmissió d'infrarojos (IR)

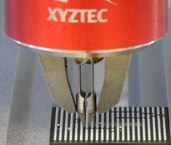
Pinces USB que realitzen estirades en fred (CPB) en un provador d'enllaços.

La imatge de buits per infrarojos (IR) és possible si els materials analitzats són transparents per infrarojos, és a dir, silici. Aquest mètode permet un examen qualitatiu ràpid i és molt adequat per la seva sensibilitat a la superfície i a la interfície soterrada. Obté informació sobre la naturalesa química de la superfície i la interfície.
El sistema d'imatge IR permet l'anàlisi de l'ona d'enllaç i, a més, estructures micromecàniques, així com deformitats del silici. Aquest procediment també permet analitzar enllaços de múltiples capes. El contrast de la imatge depèn de la distància entre les oblies. Normalment, si s'utilitza IR de color monocromàtic, el centre de les oblies es mostra més brillant segons la proximitat. Les partícules de la interfície d'enllaç generen taques altament visibles amb contrast diferent a causa de les franges d'interferència (propagació d'ones). Les àrees no unides es poden mostrar si l'obertura del buit (alçada) és ≥ 1 nm.

## Prova de Chevron
La prova de Chevron s'utilitza per determinar la tenacitat a la fractura {\displaystyle K_{IC}} de materials de construcció trencadissos. La tenacitat a la fractura és un paràmetre bàsic del material per analitzar la força d'unió.

## Prova de vincles
La mesura de la força d'unió o la prova d'unió es realitza en dos mètodes bàsics: proves de tracció i proves de cisalla. Tots dos es poden fer de forma destructiva, que és més comú (també a nivell de l'oblia), o de manera no destructiva. S'utilitzen per determinar la integritat dels materials i els procediments de fabricació, i per avaluar el rendiment global del marc d'unió, així com per comparar diverses tecnologies d'enllaç entre si. L'èxit o el fracàs de l'enllaç es basa en mesurar la força aplicada, el tipus de falla a causa de la força aplicada i l'aspecte visual del medi residual utilitzat.

## Prova de tirada
La mesura de la força d'unió mitjançant proves de tracció és sovint la millor manera d'obtenir el mode de fallada que us interessa. A més, i a diferència d'una prova de cisalla, a mesura que l'enllaç es separa, les superfícies de fractura s'allunyen una de l'altra, cosa que permet una anàlisi precisa del mode de fallada. Per estirar una unió cal agafar el substrat i la interconnexió; a causa de la mida, la forma i les propietats del material, això pot ser difícil, especialment per a la interconnexió. En aquests casos, és probable que un conjunt de puntes de pinces formades i alineades amb precisió amb un control de precisió de la seva obertura i tancament faci la diferència entre l'èxit i el fracàs.

## Prova de cisalla
La prova de cisalla és el mètode alternatiu per determinar la força que pot suportar un enllaç. Existeixen diverses variants de prova de cisalla. Igual que amb les proves d'extracció, l'objectiu és recrear el mode de fallada d'interès en la prova. Si això no és possible, l'operador s'ha de centrar a posar la càrrega més alta possible a l'enllaç.